# Sanae Jōnouchi
Sanae Jōnouchi, ou Jonouchi, ou Jounouchi (城之内早苗, Jōnouchi Sanae, née le 17 mai 1968 à Kamisu City, préfecture de Ibaraki, Japon)
est une chanteuse de enka, ex-idole japonaise des années 1980. Elle débute en 1985 en rejoignant le groupe pop féminin Onyanko Club sous le numéro "17", et débute parallèlement en solo en juin 1986 avec le tube  Ajisaibashi, N°1 à L'oricon, et sort trois albums durant les deux années suivantes. Après la séparation d'Onyanko Club en 1987, elle continue à sortir régulièrement des singles de enka, apparait dans quelques drama, et épouse en 2004 Tadahiro Kimura, réalisateur de l'émission TV d'Onyanko Club Yuuyake Nyan Nyan.

## Discographie

### Singles
- 1986.06.11 : Ajisaibashi (あじさい橋)
- 1986.11.21 : Ryuuhyou Tegami (流氷の手紙)
- 1987.10.21 : Kanazawa no Ame (金沢の雨)
- 1988.06.21 : Tobenai Ahiru (とべないアヒル)
- 1989.04.21 : Yume made TAXI (夢までTAXI)
- 1990.01.21 : Yuki Furiyamazu (雪ふりやまず)
- 1992.05.25 : Kuchibiru (くちびる)
- 1993.08.25 : Yowasete yo Konya dake (酔わせてよ今夜だけ) - reprise
- 1995.04.26 : Shiawase ni Narimasu (幸せになります)
- 1996.02.25 : Yurikamome (都鳥)
- 1997.08.25 : Okuhida★Hoshi no Yado (奥飛騨★星の宿)
- 1999.03.01 : Koizakura (恋桜)
- 2000.07.26 : Sumidagawa (隅田川)
- 2001.07.18 : Uzumaki Ondo / Sumidagawa (うずまき音頭 / 隅田川)
- 2002.02.27 : Sekkisou (雪肌草)
- 2002.11.20 : Dairen no Machi kara (大連の街から)
- 2004.11.26 : Kiri no kamome Uta (霧のかもめ唄)
- 2006.03.24 : Shabondama (シャボン玉)
- 2008.02.13 : Kono Machi de (この街で) avec Akira Fuse

### Albums
- 1987.01.01 : Fuyu Shibai (冬芝居)
- 1987.12.02 : Ishidatami no Machi ~19 banme no Fuyu~ (石畳の街〜19番目の冬〜)
- 1988.08.21 : Natsu Misaki (夏岬) (mini-album)

### Compilations
- 1990.11.21 : Hit Zenkyokushuu (ヒット全曲集)
- 1992.11.01 : Hit Zenkyokushuu '92 (ヒット全曲集 '92)
- 1995.05.25 : Jounouchi Sanae Best Selection {城之内早苗 ベスト・セレクション}
- 1996.10.25 : New Best -Yurikamome- (ニュー・ベスト－都鳥－)
- 2001.01.24 : Super Best ~Sumidagawa~ (スーパーベスト〜隅田川〜)
- 2002.11.24 : Golden☆Best / Jounouchi Sanae ~Early Hits~ (城之内早苗〜アーリー・ヒッツ〜)
- 2005.10.26 : Jounouchi Sanae Zenkyokushuu ~Kiri no kamome Uta~ (城之内早苗 全曲集〜霧のかもめ唄〜)

## DVD
- 2006.08.30 : Jounouchi Sanae 20 Shuunen Kinen DVD Ai wo Arigatou (城之内早苗20周年記念DVD愛をありがとう)

## Drama
- 1986.12.08 : Getsuyou Dramaland Onyanko Torimonochou Nazo no Murasame jō
- 1994.01.31 - 1994.07 : Edo wo Kiru
- 1997.06.21 : Tappi Misaki ni Kieta Satsujinsha